# Neferu II
Đối với những vương hậu cùng tên, xem thêm Neferu I và Neferu III.
Neferu II ("Sắc đẹp") là một công chúa, đồng thời là một vương hậu sống vào thời kỳ Vương triều thứ 11 trong lịch sử Ai Cập cổ đại.

## Thân thế
Neferu II chủ yếu được biết đến qua ngôi mộ TT319 tại Deir el-Bahari của bà. Ngôi mộ đã bị hư hỏng nặng nề nhưng phòng mộ chính vẫn còn nguyên vẹn. Dựa vào những mảnh phù điêu trong nhà nguyện, bà được gọi là "Con gái của Vua" và là "Vợ của Vua". Các dòng văn tự cho biết, bà là con gái của một người tên là Iah, rất có thể đó là thái hậu Iah, mẹ của pharaon Mentuhotep II. Vì lẽ đó, Neferu là chị em ruột với Mentuhotep II, và hai người cũng đã kết hôn với nhau. Mentuhotep II được chứng thực là con của pharaon Intef III, nên Neferu cũng là con gái của vị vua này.
Có nhiều bức tượng nhỏ bằng sáp, bùn được đặt trong các quan tài nhỏ và tùy táng theo bà.